# Марион (језеро)
Марион (енгл. Lake Marion) је вештачко језеро у Сједињеним Америчким Државама. Налази се на територији америчке савезне државе Јужна Каролина. Површина језера износи 427 km².